# Härdöpfeler
Le Härdöpfeler désigne en Suisse une eau-de-vie (ou schnaps) de pommes de terre (Härdöpfel en suisse allemand). Il s'agissait jadis de l'alcool fort du pauvre. Après avoir été prohibé comme l'absinthe, il refait le 6 mars 2025 son apparition au grand jour. 
Le nom de Härdöpfeler appartient à la langue parlée suisse alémanique. Dans la langue écrite, on fait plutôt référence au Kartoffelbrand (Alcool de pomme de terre).

## Composition et propriétés
Le Härdöpfeler se compose de pomme de terre, d'eau, de malt d'orge et de levure. Son titre alcoométrique volumique est généralement de 45° et son aspect est transparent.

## Historique
Dans la première moitié du XIXe siècle la pomme de terre est un aliment bon marché disponible toute l'année. Les premières tentatives de fermentation se solderont par un échec, la pomme de terre ayant des molécules très solides et étant trop pauvre en sucre. C'est avec l'ajout de malt d'orge que les premiers succès furent obtenus. La boisson connut rapidement un grand succès populaire, en partie en raison des changements sociologiques liés à l'industrialisation. Le pasteur et poète bernois Jeremias Gotthelf (1797- 1854) était particulièrement préoccupé par les abus de Härdöpfeler. Il combattit activement ce qu'il appelait un mal de société. Après les ravages de la peste de l'eau de vie de pomme de terre (Kartoffelschnapspest) une première réglementation verra le jour en 1887 afin de lutter contre la production incontrôlée de produits frelatés. La qualité s'améliora mais la consommation abusive continua de se développer au point de poser de sérieux problèmes de santé publique. Une loi fédérale interdira la production et la vente de Härdöpfler au même titre que l'absinthe (interdite en Suisse depuis 1910) au moment la Première Guerre mondiale. Il s'agissait à l'époque à la fois de lutter contre l'alcoolisme mais aussi de préserver les ressources en pommes de terre en période de rationnement. Une production plus ou moins clandestine subsistera jusqu'à la levée de l'interdiction en 1997.

## Préparation
L'arôme du produit fini est dépendant de la variété de pommes de terre utilisée. Actuellement[Quand ?] ce sont des variétés nobles, comme la Bintje, - sans y mélanger d'autres variétés - qui sont utilisées. La préparation commence par la cuisson des pommes de terre (à l'eau bouillante ou à la vapeur) jusqu'à obtention d'une bouillie épaisse. S'ensuit l'ajout d'une quantité de malt d'orge qui apporte les enzymes nécessaires à la saccharification de l'amidon de la pomme de terre, produisant le sucre nécessaire au processus de fermentation assuré par de la levure. En fabrication industrielle, le malt d'orge est parfois remplacé par une enzyme de synthèse. Cette méthode ne donne pas un aussi bon arôme qu'avec le malt d'orge. On obtient alors une purée épaisse et farineuse qui est laissée à fermenter quelques jours. Le mélange doit être distillé dès que les sucres sont entièrement fermentés, sinon la purée risque de développer des bactéries et de devenir aigre. Le degré d'alcool du liquide obtenu après distillation est beaucoup trop élevé pour pouvoir être consommé. C'est pourquoi il est dilué en plusieurs étapes avec de l'eau distillée pour redescendre vers les 45°. Une filtration assure enfin que le produit fini soit parfaitement transparent.

## Autres noms
- Français : Eau de vie de pommes de terre
- Allemand (Hochdeutsch) : Kartoffelbrand, Kartoffelbranntwein, Kartoffelschnaps

## Produits apparentés
- Vodka
- Aquavit

## Zones de production
Ensemble de la Suisse avec une prédominance dans les cantons de Berne et de Lucerne.

## Sources
- Association Patrimoine culinaire suisse, Lausanne.
- (de) Roger Peter, Wie die Kartoffel im Kanton Zürich zum "Heiland der Armen" wurde: ein Beitrag zur Sozialgeschichte der Kartoffel in der Schweiz, Zurich, Hans Rohr, 1996
- (de) Hermann Wüstenfeld et Georg Haeseler, Trinkbranntweine und Liköre, Berlin, Blackwell Wissenschafts-Verlag, 1996
- (de) Jakob Tanner, Modern Times: Industrialisierung und Ernährung in Europa und den USA im 19. und 20. Jahrhundert, Zurich, Hochschulverlag AG, 2003
- (de) Hans Riedhauser, Essen und Trinken bei Jeremias Gotthelf, Bern/Stuttgart, Paul Haupt, 1985